# Робинсон, Герберт
Герберт К. Робинсон (Herbert Christopher Robinson, 4 ноября 1874 — июнь 1929) — английский зоолог и орнитолог. Он известен прежде всего тем, что задумал и положил начало главному орнитологическому справочнику «Птицы Малайского полуострова».

## Биография
Родился в большой семье в Ливерпуле. Учился в Marlborough College, который не закончил из-за проблем со здоровьем. Коллекторская экспедиция в Новую Гвинею, которую предпринял учёный, была прервана по той же причине. Работал в ливерпульском музее, затем отправился в Малайю, где занял пост директора музеев. В 1903—1926 базировался в Селангоре, в 1920 году на некоторое время вернувшись в Англию.
В 1926 Робинсон оставил службу, выйдя в отставку. Он занялся подготовкой большого сравнительного труда о птицах Малайского полуострова. Учёный успел подготовить два тома и значительную часть рукописей для третьего, но скончался в лечебнице в Оксфорде в начале июня 1929 года. Его работу (всего пять томов) завершили другие.
В честь Робинсона названы следующие виды: Nyctimene robinsoni (летучая мышь), Malayodracon robinsonii и Tropidophorus robinsoni (ящерицы).